# Alexibios
Alexibios (altgriechisch Ἀλεξίβιος) aus Heraia in Arkadien war ein Sieger der Olympischen Spiele der Antike.
Alexibios war Sieger im Pentathlon bei den 117. Olympischen Spielen (312 v. Chr.), woraufhin ihm zu Ehren eine Bronzestatue gestiftet wurde. Die Statue des Bildhauers Akestor war noch zur Zeit des Pausanias in Olympia zu sehen.
Auf einer Inschrift vom Zeusheiligtum auf dem arkadischen Berg Lykaion ist auch der Sieg des Alexibios bei den 313 oder 303 v. Chr. dort abgehaltenen Lykaia belegt.